# Jipsingboertange
Jipsingboertange est un village qui fait partie de la commune de Westerwolde, situé dans la province néerlandaise de Groningue. Le 1er janvier 2006, le village comptait 170 habitants.